# Zell (Karinthië)
Zell (Sloveens: Sele) is een gemeente in de Oostenrijkse deelstaat Karinthië, en maakt deel uit van het district Klagenfurt-Land. Zell telt 666 inwoners.
Zell is de gemeente waar procentueel de meeste Karinthische Slovenen wonen van heel Oostenrijk. Volgens de census van 1880 was 100% van de inwoners Sloveenstalig, in 2001 was dat nog steeds 89,1%. 
Ebenthal in Kärnten ·
Feistritz im Rosental ·
Ferlach ·
Grafenstein ·
Keutschach am See ·
Köttmannsdorf ·
Krumpendorf am Wörthersee ·
Ludmannsdorf ·
Magdalensberg ·
Maria Rain ·
Maria Saal ·
Maria Wörth ·
Moosburg ·
Poggersdorf ·
Pörtschach am Wörthersee ·
Sankt Margareten im Rosental ·
Schiefling am Wörthersee ·
Techelsberg am Wörther See ·
Zell